# マズルカ作品7 (ショパン)
マズルカ 作品7（マズルカ さくひんなな）は、フレデリック・ショパンが作曲した全5曲からなる曲集。1830年から1832年に作曲されたものをまとめて出版している。もっとも有名なマズルカ 作品7-1を含む。

## 作品7-1
第5番、変ロ長調。小ロンド形式。ショパンのマズルカの中でも最も有名な作品であり、明朗快活な曲想から演奏会で頻繁に登場する。F音から上昇してB音に至る1オクターブ以上の動機は華やか。後半に変ロ短調に転調する。Es音ではなくE音である点に特徴的な作曲語法がみられる。

## 作品7-2
第6番、イ短調。下属調ニ短調で始まり、巧妙に転調する。中間部はイ長調。Fis音ではなくF音を使っている点に斬新な和声が現れている。

## 作品7-3
第7番、ヘ短調。左手のF-E-Cという下降する低音の序奏が特徴的。主題は主調の音階動機。

## 作品7-4
第8番、変イ長調。14歳の1824年には既に草稿が書かれており、その作品の改作。めまぐるしいテンポで進行し、唐突ともいえる楽想の変化や転調を繰り返し、すぐに終わる。

## 作品7-5
第9番、ハ長調。終止のない作品として知られる。演奏者は任意の回数を繰り返す。